# Lochau
Lochau är en ort och kommun i distriktet Bregenz i förbundslandet Vorarlberg i Österrike. Lochau ligger vid Bodensjön strax norr om Bregenz.